# غواصة يو-162
كانت الغواصة يو-162 واحدة من 329 غواصة خدمت في البحرية الإمبراطورية الألمانية خلال الحرب العالمية الأولى.